# Xeramoeba sabulonis
Xeramoeba sabulonis är en tvåvingeart som först beskrevs av Becker 1906.  Xeramoeba sabulonis ingår i släktet Xeramoeba och familjen svävflugor. Inga underarter finns listade i Catalogue of Life.